# Petschenga (Fluss)
Die Petschenga (russisch Печенга; finnisch Petsamo; norwegisch Petsjenga; nordsamisch Beahcán; skoltsam. Peäccam) ist ein Fluss im Nordwesten der Halbinsel Kola in der Oblast Murmansk in Russland. 

## Geografie
Der Fluss ist 101 km lang und entwässert ein Gebiet von einer Fläche von 1820 km². Die Petschenga hat ihren Ursprung in dem See Mometjauri. Sie fließt in nordöstlicher Richtung und mündet beim Hafen von Petschenga in den Petschengafjord, einer schmalen Bucht der  Barentssee westlich der Fischerhalbinsel wenige Kilometer von der norwegischen Grenze entfernt. Die größten Nebenflüsse sind Namajoki und Kleine Petschenga (Малая Печенга). Er durchfließt die Seen Pijedsjaur (⊙), Kijedgjaur (⊙), Ruosseljaur (⊙) und Kallojaur (⊙). Am Ufer des Flusses befindet sich das Kloster Petschenga. Der Fluss ist wegen des Abbaus von Bodenschätzen in seinem Einzugsgebiet stark mit Schwermetallen belastet.

## Hydrometrie
Der Abfluss der Petschenga wurde über einen Zeitraum von 36 Jahren (1957–1992) bei Petschenga, 
8 km von der Mündung in die Barentssee entfernt, aufgezeichnet.
Dabei betrug der mittlere jährliche Abfluss 23,4 m³/s.
Der geringste Abfluss wurde im Monat März mit 5,48 m³/s gemessen, während der größte
Abfluss im Monat Mai mit 73 m³/s beobachtet wurde.
Der geringste monatliche Abfluss in dem obigen Zeitraum trat im März 1985 mit 3,00 m³/s auf,
der größte monatliche Abfluss mit 155 m³/s im Mai 1963.
Mittlerer monatlicher Abfluss der Petschenga (in m³/s) am Pegel Petschenga
gemessen über einen Zeitraum von 36 Jahren